# Soupex

Soupex este o comună în departamentul Aude din sudul Franței. În 1 ianuarie 2022 avea o populație de 240 de locuitori.